# Байкалска рифтова зона
Байкалската рифтова зона е дълбочинен тектоничен разлом в континенталната част на Южен Сибир с дължина около 1500 – 1600 км, с направление от югозапад към североизток. Образувана е по дивергентната граница между Сибирската платформа на запад (която е част от Евразийската плоча) и Амурската плоча на изток, която се отдалечава към Япония. Това е най-голямата активна тектонична структура в Евразия. По оценки рифтовата зона се разширява с около 4 mm и се удълбочава с до 2 cm годишно. За цялата зона е характерна висока сеизмична активност, вулканична дейност и наличие на геотермални извори.
В централната ѝ част е разположено езерото Байкал – най-голямата криптодепресия в света, а пó на юг и езерото Хьовсгьол (Северна Монголия), разделени от по-високата Тункинска котловина.